# Misericordia et misera
Misericordia et misera est une lettre apostolique donnée par le pape François le 21 novembre 2016 en la solennité du Christ Roi de l'univers et publiée le lendemain au Vatican.

## Contexte
La publication de la lettre est annoncée le 19 novembre par la Salle de presse du Saint-Siège, elle est alors annoncée pour le 21 novembre suivant dans le cadre d'une conférence de presse présidée par Rino Fisichella, président du Conseil pontifical pour la promotion de la nouvelle évangélisation. Elle est signée par le pape François à la fin de la messe conclusive du Jubilé de la miséricorde, et est remise à plusieurs personnes « représentantes du peuple de Dieu », dont notamment le cardinal Luis Antonio Tagle.

## Contenu
Dès le début de la lettre apostolique, le pape cherche à expliquer que ce jubilé de la miséricorde « ne peut être une parenthèse dans la vie de l’Église »,,. Il veut définir ce que signifie l'« abstraction » définie par le péché intellectuel, celui-ci nous empêchant souvent de pardonner alors que « Au centre, il n’y a pas la loi ni la justice de la loi, mais l’amour de Dieu qui sait lire dans le cœur de chacun ». Il s'appuie notamment sur le récit de Jésus et la femme adultère. S'appuyant ensuite de l'épisode de la femme pécheresse tiré de l'évangile selon Saint-Luc au chapitre Le Repas chez Simon, il explique que « Aucun d’entre nous ne peut poser de conditions à la miséricorde ».

## Dispositions pratiques

### Miséricorde auprès de la FSSPX
Le 1er septembre 2015, dans une lettre adressée au président du Conseil pontifical pour la promotion de la nouvelle évangélisation Rino Fisichella, le pape François a détaillé certaines modalités en complément de la bulle d'indiction Misericordiae vultus, dans laquelle il rendait licite et valide le sacrement de confession donné par les prêtres de la Fraternité sacerdotale Saint-Pie-X pendant la durée du jubilé. Dans cette nouvelle lettre apostolique Misericoardia et misera, le pape prolonge cette autorisation « jusqu’à ce que soient prises de nouvelles dispositions ».

### Sacrement de réconciliation et l'avortement
Insistant sur le péché grave que représente l'avortement « parce qu'elle met fin à une vie innocente », le pape décide nonobstant tout chose contraire, d'autoriser tous les prêtres de continuer à avoir la faculté de pardonner dans le sacrement de pénitence et de réconciliation, le péché d'avortement. Cette disposition était à la base limitée sur le temps du jubilé.

### Journée mondiale des pauvres
Le pape crée une « journée mondiale des pauvres » le 33e dimanche du temps ordinaire.

### Missionnaires de la miséricorde
Au § 9, les Missionnaires de la miséricorde voient leur fonction pérennisée au-delà de la clôture de l'année du Jubilé : ils pourront continuer d'absoudre quatre des six péchés auparavant réservés au Siège apostolique : la profanation des espèces consacrées, la violence physique contre la personne du pape, l’absolution du complice contre le 6e commandement (vocation à la chasteté), la violation directe du secret de la confession.